# Dyskografia Rammsteina
Dyskografia Rammsteina – niemieckiego zespołu metalowego składa się z ośmiu albumów studyjnych, dwóch albumów koncertowych, jednej kompilacji, jednego box setu, dwudziestu czterech singli oraz czterech wideo. Członkami zespołu od jego założenia w 1994 są: wokalista Till Lindemann, gitarzyści Richard Kruspe i Paul Landers, keyboardzista Christian Lorenz, basista Oliver Riedel oraz perkusista Christoph Schneider. Zespół od początku kariery sprzedał na świecie ponad 50 milionów płyt.
Debiutancki singel zespołu, „Du riechst so gut”, został wydany 24 sierpnia 1995. Miesiąc później grupa wydała swój pierwszy album studyjny, Herzeleid, który zadebiutował na szóstym miejscu niemieckiej listy przebojów. Singlem zapowiadającym wydanie kolejnego albumu był „Engel” (1 kwietnia 1997), który zajął trzecie miejsce na niemieckiej liście przebojów, a także uzyskał status złotej płyty w tym kraju. Drugi album studyjny, Sehnsucht, został wydany w sierpniu 1997; zajął pierwsze miejsce na listach przebojów w Niemczech i w Austrii oraz uzyskał status platynowej płyty w Niemczech, Kanadzie, Stanach Zjednoczonych, a także podwójnej platynowej płyty w Szwajcarii. 31 sierpnia 1999 zespół wydał pierwszy album koncertowy, Live aus Berlin. Nagranie z koncertu, który odbył się w Wuhlheide Venue, zostało wydane także jako DVD. Trzeci album studyjny Rammsteinu, Mutter (2 kwietnia 2001), zajął pierwsze miejsce na listach przebojów w Niemczech i Szwajcarii oraz uzyskał status podwójnej platynowej płyty w obu tych krajach. Sześć utworów pochodzących z wydawnictwa zostało wydanych jako single: „Sonne”, „Links 2-3-4”, „Ich will”, „Mutter”, „Feuer frei!” oraz „Mein Herz brennt”. W 2003 zostało wydane drugie DVD zespołu, Lichtspielhaus, zawierające występy na żywo, teledyski i wywiady.
26 lipca 2004 ukazał się kolejny singel promujący wydanie nowego albumu, „Mein Teil”, który zajął drugie miejsce na listach przebojów w Niemczech i w Finlandii. 27 września tego samego roku ukazał się czwarty album studyjny, Reise, Reise; zajął pierwsze miejsce na listach przebojów w Austrii, Finlandii, Niemczech i Szwajcarii oraz uzyskał status platynowej płyty w dwóch ostatnich krajach. Kolejnymi singlami pochodzącymi z tego wydawnictwa są „Amerika”, „Ohne dich” i „Keine Lust”. Wydany 28 października 2005 piąty album, Rosenrot, zajął pierwsze miejsce na listach niemieckich, austriackich i fińskich oraz uzyskał status złotej płyty w Finlandii i platynowej płyty w Niemczech. Wydanymi z albumu singlami są „Rosenrot”, „Mann gegen Mann” oraz „Benzin”. „Benzin” zajął pierwsze miejsce na duńskiej liście przebojów. W listopadzie 2006 został wydany album koncertowy oraz DVD, Völkerball, zawierający nagrania z koncertów w Wielkiej Brytanii, Francji, Japonii i Rosji, a także film dokumentalny. Szóstym albumem studyjnym wydanym przez zespół jest Liebe ist für alle da (16 października 2009), który uzyskał status podwójnej platynowej płyty w Niemczech. Ponadto 5 grudnia 2011 Rammstein wydał swój pierwszy album kompilacyjny, Made in Germany 1995–2011.
25 września 2015 roku ukazało się trzecie wideo koncertowe, Rammstein in Amerika, zawierające zapis z koncertu w Madison Square Garden oraz film dokumentalny. 4 grudnia 2015 roku, ukazało się kolejne wydawnictwo zespołu: „XXI”, będące zbiorem całej dyskografii studyjnej zespołu, zawierającej dodatkowo kompilację, „Raritäten”, będące kompilacją utworów pochodzących z singli, albo wcześniej niepublikowanych innych wersji nagrań studyjnych.
Wydany 17 maja 2019 roku siódmy, niezatytułowany album studyjny zespołu, zajął pierwsze miejsce na listach przebojów w 14 krajach (w tym Polsce), a także znalazł się w top 5 na listach w Wielkiej Brytanii, Łotwie, Litwie, Szwecji, Czechach, Australii, Hiszpanii i we Włoszech. Album zajął również 9. miejsce na liście przebojów w Stanach Zjednoczonych, co stanowi najlepszy wynik zespołu na listach amerykańskich. Album promują single Deutschland, Radio i Ausländer.
29 kwietnia 2022 roku nakładem wytwórni Universal Music Group.zostaje wydany ósmy album studyjny niemieckiego zespołu muzycznego Rammstein. Promocję albumu rozpoczęto w marcu 2022 roku, wraz z premierą pierwszego promującego singla – „Zeit”, kompozycja dotarła w Niemczech na szczyt notowania najpopularniejszych singli. Kolejnym singlem został utwór „Zick Zack”. Zeit zadebiutował na pierwszym miejscu notowania Offizielle Top 100 w Niemczech, rozchodząc się w pierwszym tygodniu w liczbie 160 000 egzemplarzy. Na szczycie notowania pozostał przez trzy tygodnie. W Polsce album dotarł do trzeciego miejsca notowania OLiS oraz uzyskał status platynowej płyty.

## Albumy studyjne
| Rok                                                     | Dane dot. albumu                                                                                 | Pozycje na listach przebojów | Pozycje na listach przebojów | Pozycje na listach przebojów | Pozycje na listach przebojów | Pozycje na listach przebojów | Pozycje na listach przebojów | Pozycje na listach przebojów | Pozycje na listach przebojów | Pozycje na listach przebojów | Pozycje na listach przebojów | Pozycje na listach przebojów | Pozycje na listach przebojów | Certyfikat |
| Rok                                                     | Dane dot. albumu                                                                                 | DEU                          | AUT                          | BEL (FLA)                    | FIN                          | FRA                          | NLD                          | NOR                          | SWE                          | CHE                          | USA                          | GBR                          | POL                          | Certyfikat |
| ------------------------------------------------------- | ------------------------------------------------------------------------------------------------ | ---------------------------- | ---------------------------- | ---------------------------- | ---------------------------- | ---------------------------- | ---------------------------- | ---------------------------- | ---------------------------- | ---------------------------- | ---------------------------- | ---------------------------- | ---------------------------- | --- |
| 1995                                                    | Herzeleid - Wydany: 29 września 1995 - Wytwórnia: Motor - Format: CD, MC                         | 6                            | 11                           | 96                           | –                            | 85                           | 77                           | –                            | –                            | 20                           | –                            | –                            | –                            | - DEU: 2× platynowa płyta - DNK: platynowa płyta - EUR: platynowa płyta - BEL: złota płyta |
| 1997                                                    | Sehnsucht - Wydany: 25 sierpnia 1997 - Wytwórnia: Motor - Format: CD, MC                         | 1                            | 1                            | 50                           | –                            | 76                           | 28                           | –                            | 17                           | 3                            | 45                           | –                            | –                            | - CHE: 2× platynowa płyta - DEU: platynowa płyta - AUT: platynowa płyta - USA: platynowa płyta - CAN: platynowa płyta - EUR: platynowa płyta - POL: złota płyta - GBR: złota płyta - NLD: złota płyta                                                                                         |
| 2001                                                    | Mutter - Wydany: 2 kwietnia 2001 - Wytwórnia: Motor - Format: CD, MC, LP                         | 1                            | 1                            | 7                            | 7                            | 23                           | 4                            | 12                           | 2                            | 1                            | 77                           | 91                           | 4                            | - DEU: 3× platynowa płyta - SPA: 3× platynowa płyta - CHE: 2× platynowa płyta - DNK: 2× platynowa płyta - EUR: 2× platynowa płyta - POL: platynowa płyta - FIN: złota płyta - AUT: złota płyta - NLD: złota płyta - SWE: złota płyta - NOR: złota płyta - GBR: złota płyta - MEX: złota płyta |
| 2004                                                    | Reise, Reise - Wydany: 27 września 2004 - Wytwórnia: Motor, Republic - Format: CD                | 1                            | 1                            | 5                            | 1                            | 3                            | 2                            | 4                            | 2                            | 1                            | 61                           | 37                           | 4                            | - RUS: 2× platynowa płyta - DEU: platynowa płyta - AUT: platynowa płyta - CHE: platynowa płyta - EUR: platynowa płyta - SWE: złota płyta - DNK: złota płyta - FIN: złota płyta - GBR: złota płyta                                                                                             |
| 2005                                                    | Rosenrot - Wydany: 28 października 2005 - Wytwórnia: Universal - Format: CD                      | 1                            | 1                            | 3                            | 1                            | 5                            | 4                            | 4                            | 2                            | 2                            | 47                           | 29                           | 7                            | - DEU: 3× platynowa płyta - RUS: 2× platynowa płyta - AUT: platynowa płyta - CHE: platynowa płyta - CZ: platynowa płyta - EUR: platynowa płyta - POL: złota płyta - FIN: złota płyta - DNK: złota płyta                                                                                       |
| 2009                                                    | Liebe ist für alle da - Wydany: 16 października 2009 - Wytwórnia: Universal - Format: CD         | 1                            | 1                            | 3                            | 1                            | 2                            | 1                            | 4                            | 3                            | 1                            | 13                           | 16                           | 2                            | - ROM: 4× platynowa płyta - DEU: 2× platynowa płyta - RUS: 2× platynowa płyta - CHE: platynowa płyta - AUT: platynowa płyta - FIN: platynowa płyta - EUR: platynowa płyta - POL: złota płyta - FRA: złota płyta - BEL: złota płyta - SWE: złota płyta - DNK: złota płyta                      |
| 2019                                                    | Rammstein - Wydany: 17 maja 2019 - Wytwórnia: Universal - Format: CD, winyl, digital download    | 1                            | 1                            | 1                            | 1                            | 1                            | 1                            | 1                            | 2                            | 1                            | 9                            | 3                            | 1                            | - DEU: 3× platynowa płyta - AUT: 2× platynowa płyta - DNK: 2× platynowa płyta - HUN: 2× platynowa płyta - POL: 2× platynowa płyta - FRA: platynowa płyta - CHE: platynowa płyta - BEL: złota płyta - CZ: złota płyta                                                                          |
| 2022                                                    | Zeit - Wydany: 29 kwietnia 2022 - Wytwórnia: Uniwersal - Format: CD, CS, winyl, digital download | 1                            | 1                            | 1                            | 1                            | 1                            | 1                            | 1                            | 1                            | 1                            | 15                           | 2                            | 3                            | - CHE: platynowa płyta - AUT: platynowa płyta - POL: platynowa płyta - HUN: platynowa płyta - DEU: 3× złota płyta - FRA: złota płyta - BEL: złota płyta |
| „–” oznacza, że album nie był notowany na danej liście. |                                                                                                  |                              |                              |                              |                              |                              |                              |                              |                              |                              |                              |                              |                              | |

## Albumy koncertowe
| Rok  | Dane dot. albumu                                                                | Pozycje na listach przebojów | Pozycje na listach przebojów | Pozycje na listach przebojów | Pozycje na listach przebojów | Pozycje na listach przebojów | Pozycje na listach przebojów | Pozycje na listach przebojów | Pozycje na listach przebojów | Pozycje na listach przebojów | Pozycje na listach przebojów | Certyfikat                                                                                                |
| Rok  | Dane dot. albumu                                                                | DEU                          | AUT                          | BEL (FLA)                    | FIN                          | FRA                          | NLD                          | NOR                          | SWE                          | CHE                          | USA                          | Certyfikat                                                                                                |
| ---- | ------------------------------------------------------------------------------- | ---------------------------- | ---------------------------- | ---------------------------- | ---------------------------- | ---------------------------- | ---------------------------- | ---------------------------- | ---------------------------- | ---------------------------- | ---------------------------- | --- |
| 1999 | Live aus Berlin - Wydany: 31 sierpnia 1999 - Wytwórnia: Motor - Format: CD      | 1                            | 2                            | 93                           | 35                           | 97                           | 43                           | 29                           | 42                           | 8                            | 179                          | - CHE: platynowa płyta - DEU: złota płyta - DNK: złota płyta                                              |
| 2006 | Völkerball - Wydany: 17 listopada 2006 - Wytwórnia: Universal - Format: CD      | 1                            | 3                            | 48                           | 1                            | 54                           | 7                            | 24                           | 11                           | 7                            | 147                          | - DEU: 3x platynowa płyta - RUS: platynowa płyta - CHE: złota płyta - POL: złota płyta - DNK: złota płyta |
| 2017 | Rammstein: Paris - Wydany: 19 maja 2017 - Wytwórnia: Universal - Format: CD, DD | 1                            | 3                            | 2                            | 8                            | 13                           | 10                           | 15                           | 11                           | 3                            | 1                            | - DEU: złota płyta - FRA: złota płyta                                                                     |

## Kompilacje
| Rok  | Dane dot. albumu                                                                       | Pozycje na listach przebojów | Pozycje na listach przebojów | Pozycje na listach przebojów | Pozycje na listach przebojów | Pozycje na listach przebojów | Pozycje na listach przebojów | Pozycje na listach przebojów | Pozycje na listach przebojów | Pozycje na listach przebojów | Pozycje na listach przebojów | Certyfikat |
| Rok  | Dane dot. albumu                                                                       | DEU                          | AUT                          | BEL (FLA)                    | FIN                          | FRA                          | NLD                          | NOR                          | SWE                          | CHE                          | POL                          | Certyfikat |
| ---- | -------------------------------------------------------------------------------------- | ---------------------------- | ---------------------------- | ---------------------------- | ---------------------------- | ---------------------------- | ---------------------------- | ---------------------------- | ---------------------------- | ---------------------------- | ---------------------------- | --- |
| 2011 | Made in Germany 1995–2011 - Wydany: 5 grudnia 2011 - Wytwórnia: Universal - Format: CD | 1                            | 2                            | 6                            | 12                           | 42                           | 18                           | 18                           | 18                           | 5                            | 7                            | - POL: platynowa płyta - DEU: platynowa płyta - FIN: platynowa płyta - DNK: platynowa płyta - RUS: złota płyta - AUT: złota płyta - CHE: złota płyta - BEL: złota płyta - CZ: złota płyta |
| 2015 | Raritaten - Wydany: 4 grudnia 2015 - Format: Vinyl                                     |                              |                              |                              |                              |                              |                              |                              |                              |                              |                              | |

## Box sety
| Rok  | Dane dot. albumu                                                                   |
| ---- | ---------------------------------------------------------------------------------- |
| 1999 | Original Single Kollektion - Wydany: 23 marca 1999 - Wytwórnia: Motor - Format: CD |
| 2015 | XXI - Wydany: 4 grudnia 2015 - Format: Vinyl                                       |

## Single
| 1995                                                    | „Du riechst so gut”     | –  | –  | –   | –  | –  | –  | –  | –   | –  | –                     | Herzeleid                 |
| 1996                                                    | „Seemann”               | –  | –  | –   | –  | –  | –  | –  | –   | –  | –                     | Herzeleid                 |
| 1997                                                    | „Engel”                 | 3  | 4  | –   | –  | –  | –  | –  | 48  | 17 | –                     | Sehnsucht                 |
| 1997                                                    | „Du hast”               | 5  | 10 | –   | –  | –  | –  | –  | –   | 33 | –                     | Sehnsucht                 |
| 1997                                                    | „Das Modell”            | 5  | 18 | –   | –  | –  | –  | –  | 41  | –  | –                     | –                         |
| 1998                                                    | „Du riechst so gut '98” | 16 | –  | –   | –  | –  | –  | –  | –   | –  | –                     | –                         |
| 1998                                                    | „Stripped”              | 14 | 27 | –   | –  | –  | –  | –  | –   | 42 | –                     | –                         |
| 2001                                                    | „Asche zu Asche”        | –  | –  | –   | –  | –  | –  | –  | –   | –  | –                     | Herzeleid                 |
| 2001                                                    | „Sonne”                 | 2  | 5  | 44  | –  | 9  | 24 | –  | 42  | 18 | –                     | Mutter                    |
| 2001                                                    | „Links 2-3-4”           | 26 | 33 | –   | –  | 15 | 60 | –  | –   | 65 | –                     | Mutter                    |
| 2001                                                    | „Ich will”              | 29 | 59 | –   | –  | 19 | 52 | –  | –   | –  | 30                    | Mutter                    |
| 2002                                                    | „Mutter”                | 47 | –  | 15  | –  | 7  | 69 | –  | –   | –  | –                     | Mutter                    |
| 2002                                                    | „Feuer frei!”           | 33 | 28 | –   | –  | –  | 70 | –  | –   | –  | 35                    | Mutter                    |
| 2004                                                    | „Mein Teil”             | 2  | 6  | 40  | 6  | 2  | 15 | 11 | 8   | 11 | 61                    | Reise, Reise              |
| 2004                                                    | „Amerika”               | 2  | 3  | 36  | 2  | 10 | 16 | 13 | 21  | 5  | 38                    | Reise, Reise              |
| 2004                                                    | „Ohne dich”             | 12 | 38 | –   | 17 | 13 | 30 | –  | –   | 42 | –                     | Reise, Reise              |
| 2005                                                    | „Keine Lust”            | 16 | 25 | 7   | 4  | 14 | 19 | –  | 57  | 30 | 35                    | Reise, Reise              |
| 2005                                                    | „Benzin”                | 6  | 11 | 41  | 3  | 1  | 25 | 15 | 16  | 15 | 58                    | Rosenrot                  |
| 2005                                                    | „Rosenrot”              | 28 | 46 | 12  | 8  | –  | 43 | –  | 53  | 59 | –                     | Rosenrot                  |
| 2006                                                    | „Mann gegen Mann”       | 20 | 42 | 10  | 5  | 18 | 35 | –  | 45  | 66 | 59                    | Rosenrot                  |
| 2009                                                    |                         |    |    |     |    |    |    |    |     |    |                       |                           |
| „Pussy”                                                 | 1                       | 4  | 34 | 37  | 1  | 43 | 16 | 22 | 12  | 95 | Liebe Ist Für Alle Da |                           |
| 2010                                                    | „Ich tu dir weh”        | –  | 74 | –   | –  | –  | –  | –  | –   | –  | Liebe Ist Für Alle Da | –                         |
| 2010                                                    | „Haifisch”              | 33 | –  | –   | –  | –  | –  | –  | –   | –  | Liebe Ist Für Alle Da | –                         |
| 2011                                                    | „Mein Land”             | 5  | 9  | 28  | –  | 14 | 88 | –  | –   | 21 | –                     | Made in Germany 1995–2011 |
| 2012                                                    | „Mein Herz brennt”      | 7  | 31 | 127 | –  | –  | –  | –  | –   | 33 | –                     | Made in Germany 1995–2011 |
| 2019                                                    | „Deutschland”           | 1  | 4  | 23  | –  | 4  | 74 | –  | 44  | 1  | 98                    | Rammstein                 |
| 2019                                                    | „Radio”                 | 4  | 13 | 73  | –  | –  | –  | –  | 100 | 17 | –                     | Rammstein                 |
| 2019                                                    | „Ausländer”             | 16 | 29 | –   | –  | –  | –  | –  | –   | 38 | –                     | Rammstein                 |
| 2022                                                    | „Zeit”                  | 1  | 6  | –   | –  | 17 | 96 | –  | 72  | 2  | –                     | Zeit                      |
| 2022                                                    | „Zick Zack”             | 1  | 8  | –   | –  | 20 | –  | –  | 62  | 11 | –                     | Zeit                      |
| 2022                                                    | „Dicke Titten”          | 12 | 9  | –   | –  | –  | –  | –  | 65  | 27 | –                     | Zeit                      |
| 2022                                                    | „Angst”                 | –  | –  | –   | –  | –  | –  | –  | –   | –  | –                     | Zeit                      |
| 2022                                                    | „Adieu”                 | 13 | 48 | –   | –  | –  | –  | –  | –   | 56 | –                     | Zeit                      |
| „–” oznacza, że album nie był notowany na danej liście. |                         |    |    |     |    |    |    |    |     |    |                       |                           |

## DVD
| 1999                                                    | Live aus Berlin - Wydany: 31 sierpnia 1999 - Wytwórnia: Motor - Format: DVD, VHS                             | –  | 10 | 7 | – | - DEU: 2× platynowa płyta - CHE: platynowa płyta - ARG: platynowa płyta - USA: złota płyta - AUS: złota płyta |
| 2003                                                    | Lichtspielhaus - Wydany: 1 grudnia 2003 - Wytwórnia: Motor - Format: DVD                                     | 25 | 5  | 4 | 5 | - ARG: 2× platynowa płyta - DEU: platynowa płyta - NZL: platynowa płyta - CHE: złota płyta - GBR: złota płyta |
| 2006                                                    | Völkerball - Wydany: 17 listopada 2006 - Wytwórnia: Universal - Format: CD, DVD                              | –  | –  | 1 | – | - DEU: 2× platynowa płyta - GBR: złota płyta                                                                  |
| 2012                                                    | Videos 1995–2012 - Wydany: 12 grudnia 2012 - Wytwórnia: Universal - Format: DVD, Blu-Ray                     | 5  | –  | 3 | – | - DEU: złota płyta                                                                                            |
| 2015                                                    | Rammstein in Amerika - Wydany: 25 września 2015 - Wytwórnia: Universal Music Vertrieb - Format: DVD, Blu-Ray | 1  | 1  | 1 | 1 | - DEU: 2× platynowa płyta - FIN: złota płyta                                                                  |
| 2017                                                    | Rammstein: Paris - Wydany: 19 maja 2017 - Wytwórnia: Universal - Format: CD, DVD, Blu-Ray, LP, DD            | 1  | 1  | 4 | – | - DEU: złota płyta - FRA: złota płyta                                                                         |
| „–” oznacza, że album nie był notowany na danej liście. | |    |    |   |   | |

## Teledyski
| Rok  | Tytuł                                 | Reżyser                                           |
| ---- | ------------------------------------- | ------------------------------------------------- |
| 1995 | „Du riechst so gut '95"               | Emanuel Fialik                                    |
| 1996 | „Seemann”                             | László Kádár, Jesse Benson                        |
| 1997 | „Rammstein”                           | Emanuel Fialik                                    |
| 1997 | „Engel”                               | Hannes Rossacher, Norbert Heitker, Philipp Stölzl |
| 1997 | „Du hast”                             | Philipp Stölzl                                    |
| 1998 | „Du riechst so gut '98"               | Philipp Stölzl, Carsten Gutschmidt                |
| 1998 | „Stripped”                            | Philipp Stölzl, Sven Budelmann                    |
| 2001 | „Sonne”                               | Jörn Heitmann                                     |
| 2001 | „Links 2 3 4"                         | Jürgen Haas, Zoran Bihać                          |
| 2001 | „Ich will”                            | Jörn Heitmann                                     |
| 2002 | „Mutter”                              | Jörn Heitmann                                     |
| 2002 | "Feuer frei!”                         | Rob Cohen                                         |
| 2004 | „Mein Teil”                           | Zoran Bihać                                       |
| 2004 | „Amerika”                             | Jörn Heitmann                                     |
| 2004 | „Ohne dich”                           | Jörn Heitmann                                     |
| 2005 | „Keine Lust”                          | Jörn Heitmann                                     |
| 2005 | „Benzin”                              | Uwe Flade                                         |
| 2005 | „Rosenrot”                            | Zoran Bihać                                       |
| 2006 | „Mann gegen Mann”                     | Jonas Åkerlund                                    |
| 2009 | „Pussy”                               | Jonas Åkerlund                                    |
| 2009 | „Ich tu dir weh”                      | Jonas Åkerlund                                    |
| 2010 | „Haifisch”                            | Jörn Heitmann                                     |
| 2011 | „Mein Land”                           | Jonas Åkerlund                                    |
| 2012 | „Mein Herz brennt (Piano Version)”    | Zoran Bihać                                       |
| 2012 | „Mein Herz brennt (Explicit Version)” | Zoran Bihać Eugenio Recuenco                      |
| 2013 | „Mein Herz brennt (Original Version)” | Eugenio Recuenco                                  |
| 2019 | „Deutschland”                         | Specter Berlin                                    |
| 2019 | „Radio”                               | Jörn Heitmann                                     |
| 2019 | „Ausländer”                           | Jörn Heitmann                                     |
| 2022 | „Zeit”                                | Robert Gwisdek                                    |
| 2022 | „Zick Zack”                           | Jörn Heitmann                                     |
| 2022 | „Angst”                               | Robert Gwisdek                                    |
| 2022 | „Dicke Titten”                        | Jörn Heitmann                                     |
| 2022 | „Adieu”                               | Specter Berlin                                    |